# La Liga 1962-1963
Statisticile pentru sezonul La Liga 1962–63.
La acest sezon au participat următoarele cluburi:
| - Athletic Bilbao - Atlético Madrid - FC Barcelona - Córdoba CF - Deportivo La Coruña - Elche CF - CD Málaga - RCD Mallorca |  | - Real Betis - Real Madrid C.F. - Real Oviedo - Real Valladolid - Real Zaragoza - CA Osasuna - Sevilla FC - Valencia CF |

## Clasament
| Poziție | Club                | Meciuri jucate | V  | E | Î  | GÎ | GP | Puncte | A   | Comentarii                       |
| ------- | ------------------- | -------------- | -- | - | -- | -- | -- | ------ | --- | -------------------------------- |
| 1       | Real Madrid C.F.    | 30             | 23 | 3 | 4  | 83 | 33 | 49     | 50  | Campion La Liga                  |
| 2       | Atlético Madrid     | 30             | 14 | 9 | 7  | 61 | 36 | 37     | 25  |                                  |
| 3       | Real Oviedo         | 30             | 15 | 3 | 12 | 52 | 46 | 33     | 6   |                                  |
| 4       | Real Valladolid     | 30             | 15 | 3 | 12 | 51 | 53 | 33     | -2  |                                  |
| 5       | Real Zaragoza       | 30             | 14 | 4 | 12 | 54 | 39 | 32     | 15  |                                  |
| 6       | FC Barcelona        | 30             | 11 | 9 | 10 | 45 | 36 | 31     | 9   |                                  |
| 7       | Valencia CF         | 30             | 14 | 3 | 13 | 49 | 36 | 31     | 13  |                                  |
| 8       | Elche CF            | 30             | 11 | 7 | 12 | 48 | 59 | 29     | -11 |                                  |
| 9       | Real Betis          | 30             | 12 | 4 | 14 | 41 | 47 | 28     | -6  |                                  |
| 10      | Athletic Bilbao     | 30             | 10 | 8 | 12 | 41 | 40 | 28     | 1   |                                  |
| 11      | Sevilla FC          | 30             | 11 | 5 | 14 | 40 | 55 | 27     | -15 |                                  |
| 12      | Córdoba CF          | 30             | 12 | 3 | 15 | 35 | 39 | 27     | -4  |                                  |
| 13      | RCD Mallorca        | 30             | 11 | 4 | 15 | 47 | 57 | 26     | -10 | Retrogradată în Segunda División |
| 14      | Deportivo La Coruña | 30             | 11 | 3 | 16 | 33 | 48 | 25     | -15 | Retrogradată în Segunda División |
| 15      | CA Osasuna          | 30             | 9  | 6 | 15 | 39 | 50 | 24     | -11 | Retrogradată în Segunda División |
| 16      | CD Málaga           | 30             | 8  | 4 | 18 | 25 | 70 | 20     | -45 | Retrogradată în Segunda División |